# Calyptrogyne trichostachys
Calyptrogyne trichostachys är en enhjärtbladig växtart som beskrevs av Karl Ewald Maximilian Burret. Calyptrogyne trichostachys ingår i släktet Calyptrogyne och familjen Arecaceae.
Artens utbredningsområde är Costa Rica. Inga underarter finns listade i Catalogue of Life.